# Toddlercon
Toddlercon, toddlerkon ou toddler-con é um tipo de anime/mangá hentai que envolve bebês e crianças de 0 até 6 anos de idade em cenas de sexo, nudez, estupro ou de duplo sentido.  Mangás e animes toddlercon geralmente são elaborados segundo uma história que começa quando a mãe ou o pai deixa o bebê com um babysitter, e ele é abusado sexualmente.

## Etimologia
O termo toddlercon é formado pela junção dos termos ingleses toddler (criança que está começando a andar) e  complex (complexo).